# Giovanni Ruffini
Giovanni Domenico Ruffini, född 1807 i Genua, död 1881 i Taggia, var en italiensk-engelsk författare.
Ruffini blev advokat 1830 i Genua, men måste, som medlem av Mazzinis revolutionära sällskap, La giovine Italia, 1833 gå i landsflykt och kom 1836 till England, där han gjorde sig väl förtrogen med språket och folket. Han flyttade 1842 till Paris och 1848 till Piemont, där han för valkretsen Taggia invaldes i sardinska parlamentet. År 1849 var han någon tid sardinskt sändebud i Paris, men flyttade efter slaget vid Novara samma år åter till England. År 1875 slog han sig ned i Taggia. En patriotisk anda genomgår Ruffinis på engelska skrivna romaner, bland vilka kan nämnas Lorenzo Benoni (1852), Doctor Antonio (1855), Vincenzo, or sunken rocks (1863) och A quiet nook in the Jura (1867).